# Jardins de l'Agdal
Pour les articles homonymes, voir Agdal.
Les jardins de l'Agdal sont les plus anciens jardins de Marrakech, conçus au XIIe siècle sous le règne d'Abd el-Moumen, un souverain almohade.
Ces jardins touchent au sud la zone du palais Dar El Makhzen. Les premiers arbres ont été plantés au  XIIe siècle par les Almohades. La forme actuelle des jardins ainsi que les murs d'enceinte ne datent que du XIXe siècle. Les grenadiers, orangers et oliviers sont irrigués grâce à plusieurs réservoirs remplis d'eau du Haut Atlas. Au bord du Es Sala, le plus grand des bassins d'eau se trouve le Dar El Hana, un palais avec une terrasse panoramique d'où l'on peut admirer la chaîne du haut Atlas au-delà des jardins. Le mot Agdal dérive de la langue berbère et signifie «prairie clos».
Aujourd'hui, les jardins de l'Agdal s'étendent sur plusieurs kilomètres au sud du Palais royal, ce jardin à la végétation plus varié que ceux de la Ménara, dispose de plusieurs pavillons.
Le jardin de l'Agdal se trouve dans le périmètre du site de la médina de Marrakech inscrit au patrimoine mondial de l'UNESCO.

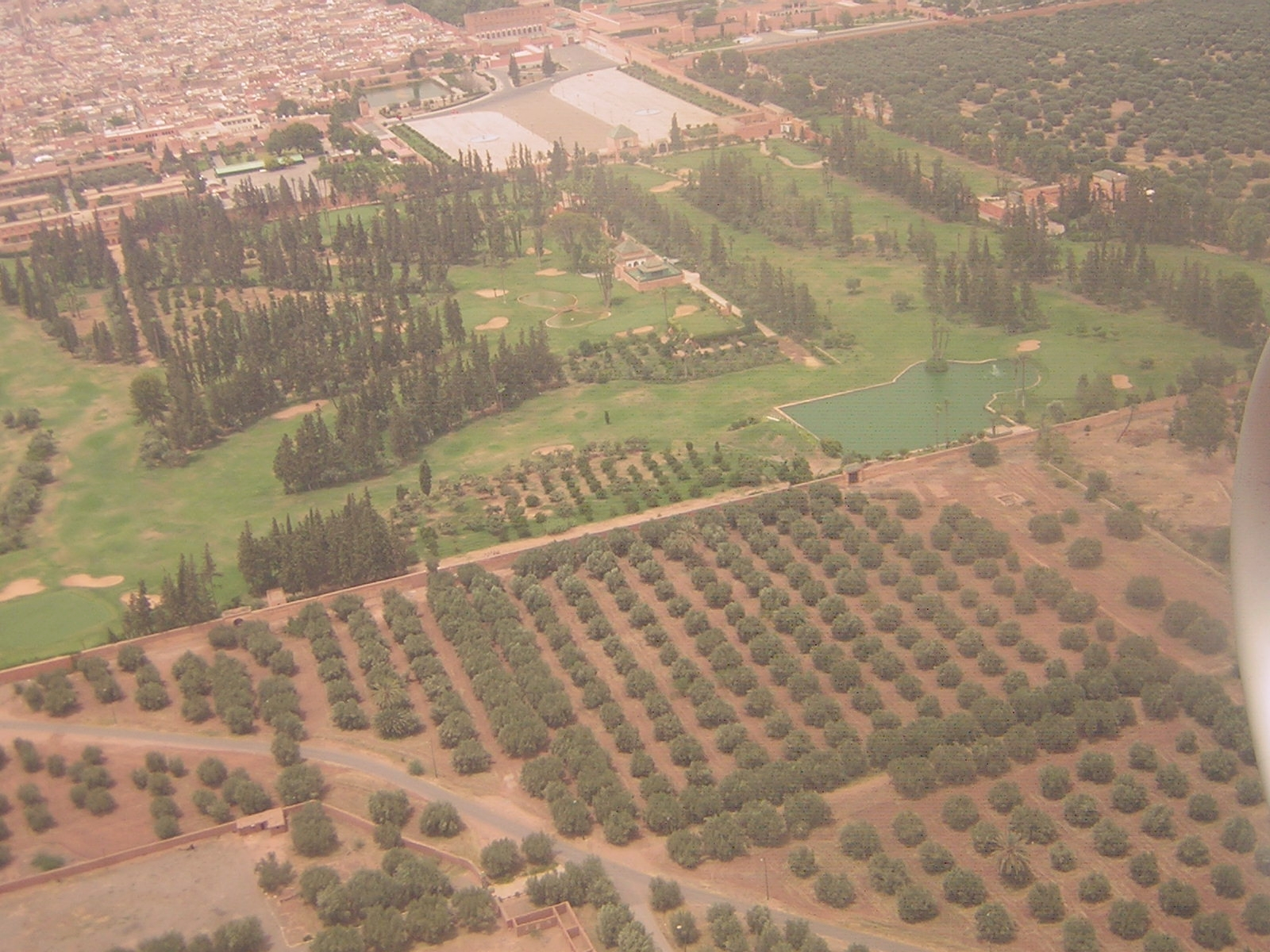
Vue aérienne.